# لي بلتيير
لي أنتوني بلتيير (بالإنجليزية: Lee Peltier)‏ (مواليد 11 ديسمبر 1986 في ليفربول، إنجلترا) هو لاعب كرة قدم إنجليزي.
بدأ مسيرته الكروية مع نادي ليفربول في عام 2004، وفي عام 2007 أعير إلى نادي هال سيتي، ولعب معهم 7 مباريات.

## روابط خارجية
- لي بلتيير على موقع الاتحاد الأوربي (الإنجليزية)
- لي بلتيير على موقع قاعدة بيانات كرة القدم.إي يو (الإنجليزية)
- لي بلتيير على موقع Soccerbase.com (لاعب) (الإنجليزية)
- لي بلتيير على موقع Soccerway.com (الإنجليزية)
- لي بلتيير على موقع عالم كرة القدم.نت (الإنجليزية)